# Flieger-Division Donez
La Flieger-Division Donez (Division aérienne Donez) a été l'une des principales divisions de la Luftwaffe allemande durant la Seconde Guerre mondiale.

## Création et différentes dénominations
Cette division a été formée le 2 janvier 1943 à Morosovskaja, quand le VIII. Fliegerkorps a été retiré des opérations et placé dans le contrôle tactique de l'approvisionnement en air. La Flieger-Division Donez a repris les fonctions du VIII. Fliegerkorps qui est l'appui aérien rapproché.

## Commandement

Drapeau du commandant d'une division aérienne

| Début          | Fin          | Grade   | Nom           |
| -------------- | ------------ | ------- | ------------- |
| 2 janvier 1943 | 31 mars 1943 | General | Alfred Mahnke |

## Chef d'état-major
| Début | Fin | Grade | Nom |
| ----- | --- | ----- | --- |
| ?     | ?   | ?     | ?   |

## Quartier général
Le quartier général se déplace suivant l'avancement du front.
| Début          | Fin          | Ville        |
| -------------- | ------------ | ------------ |
| 2 janvier 1943 | ?            | Morosovskaja |
| ?              | 31 mars 1943 | Tazinskaja   |

## Rattachement
| 2 janvier 1943 - Février 1943 |  | Oberbefehlshaber der Luftwaffe (ObdL) |
| Février 1943 - 31 mars 1943   |  | IV. Fliegerkorps                      |

## Unités subordonnées
- Jagdgeschwader 3
- Stukageschwader 77
- Schlachtgeschwader 1
- Zerstörergeschwader 1
- Nahaufklärungsgruppe 12